# Cleptotèrmia

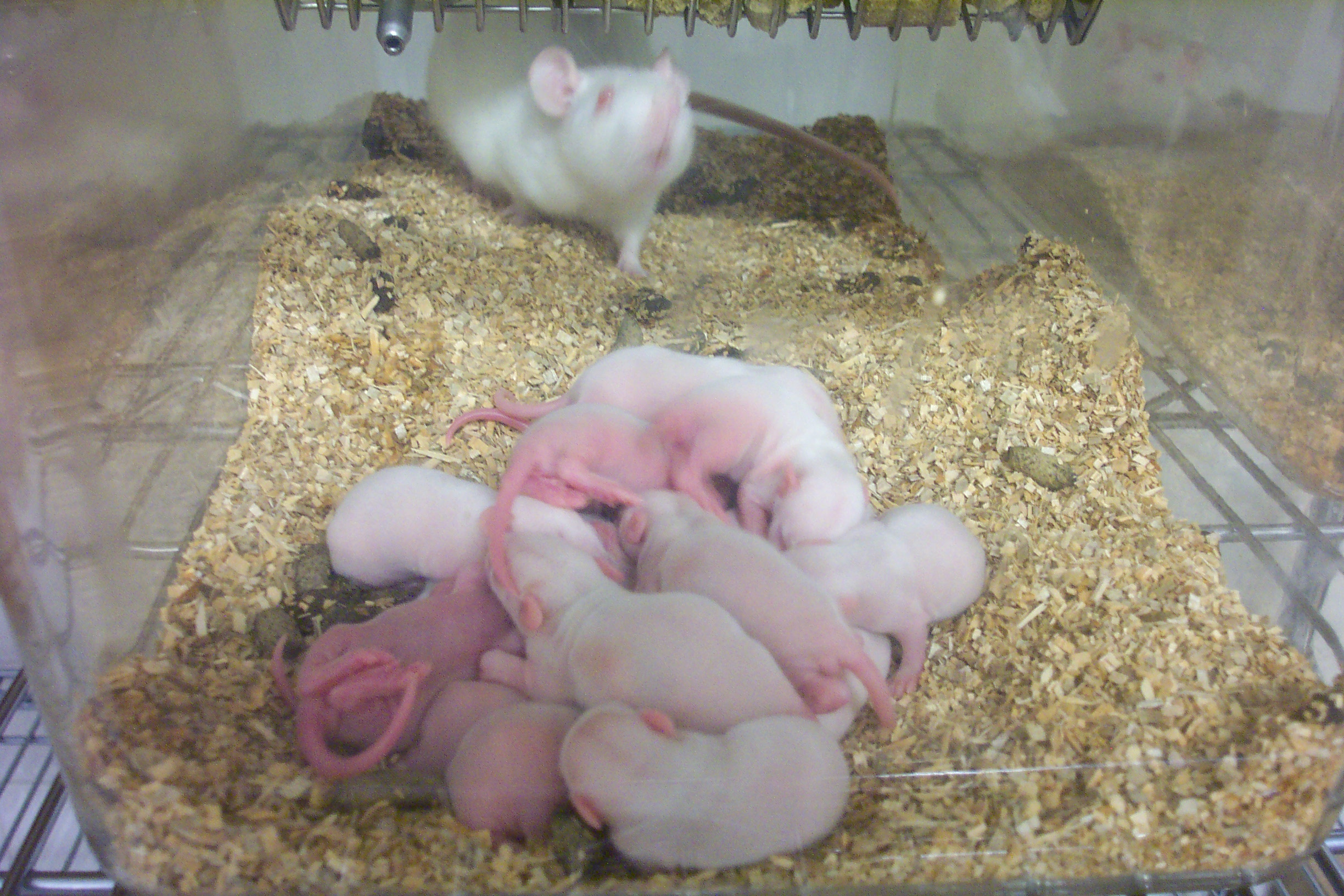
Rates de laboratori acabades de néixer juntes per a escalfar-se mútuament.

La cleptotèrmia (gr. "robar la calor") és una forma de termoregulació mitjançant la qual els animals comparteixen la termogènesi metabòlica que produeixen entre ells. Pot ser o no ser recíproca i es presenta tant en animals endotèrmics com en els ectotèrmics. La forma més comuna és arraulir-se.

## Arrauliment

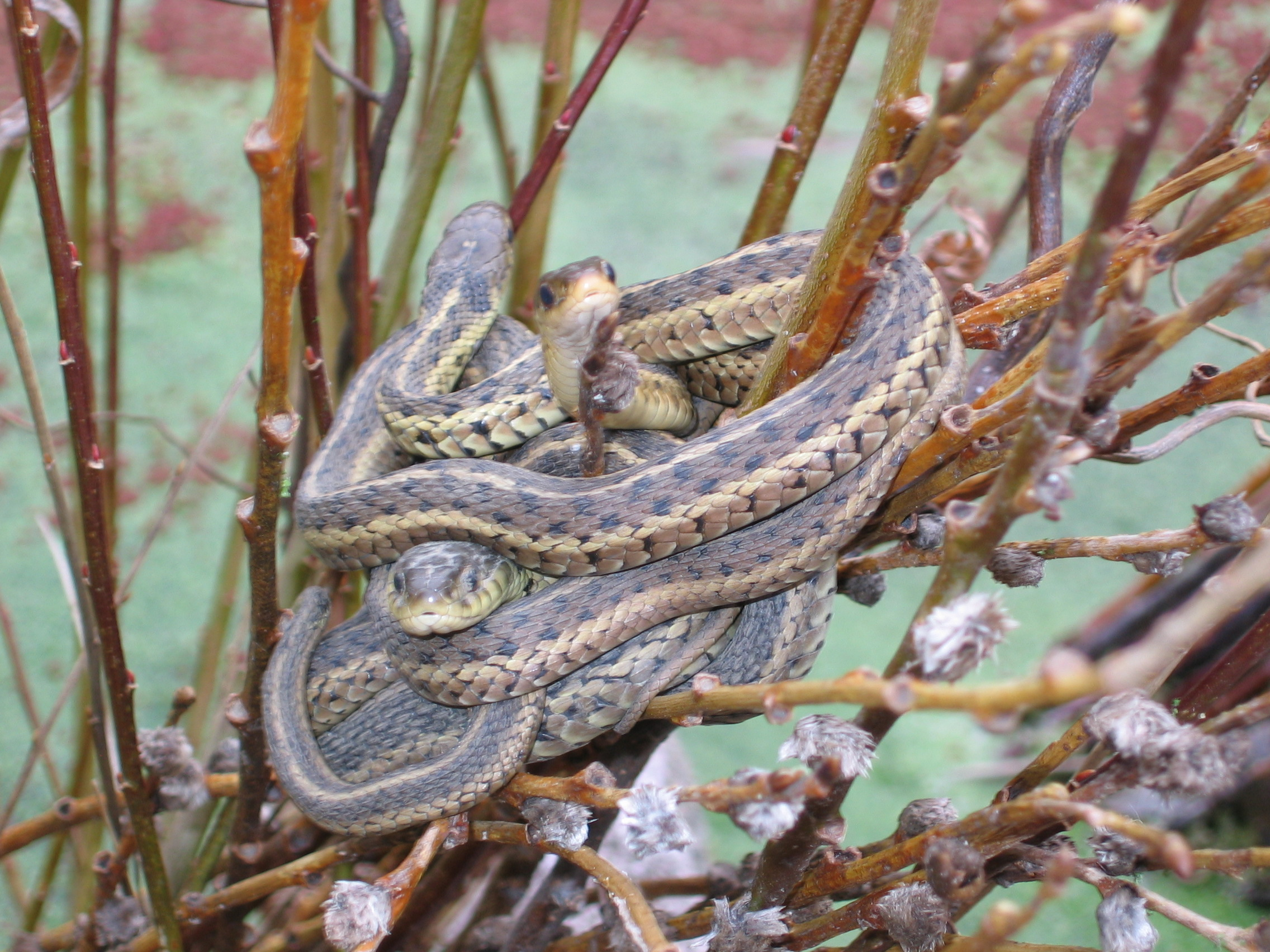
Serp mascle del Canadà arraulida al costat d'una femella després de la hibernació quan s'aparellen.

Algunes espècies d'ectoterms, incloent-hi els llangardaixos i les serps, com la Boa constrictor i serps tigres, incrementen la seva massa efectiva quan s'acosten estretament entre elles. També està àmpliament estès entre els ratpenats que són gregaris i endoterms i en alguns ocells com el pingüí emperador.
En els casos en què no és recíproc es pot descriure com robatori de calor. Algunes serps mascles canadenques (Thamnophis spp.) es fan passar per femelles produint un tipus de feromona falsa després de la hibernació. Això fa que mascles rivals la cobreixin en un intent d'aparellar-s'hi i li transfereixen calor. Així aquests mascles que semblen femelles es revitalitzen abans que els altres després d'hibernar i tenen un avantatge a l'hora d'aparellar-se.

## Compartir l'hàbitat
Molts ectotèrmics exploten la calor produïda pels endotèrmics compartint el seu niu o cau. Per exemple els gekos fan servir nius de mamífers La calor generada pels tèrmits és aprofitada per diverses espècies de llangardaixos, serps i cocodrils.